# نخو (سوئد)
شهر نخو (به سوئدی: Nässjö) در بخش نخو در کشور سوئد واقع شده‌است. جمعیت این شهر ۱۴۴۲٫۷۸  نفر است.

## نگارخانه

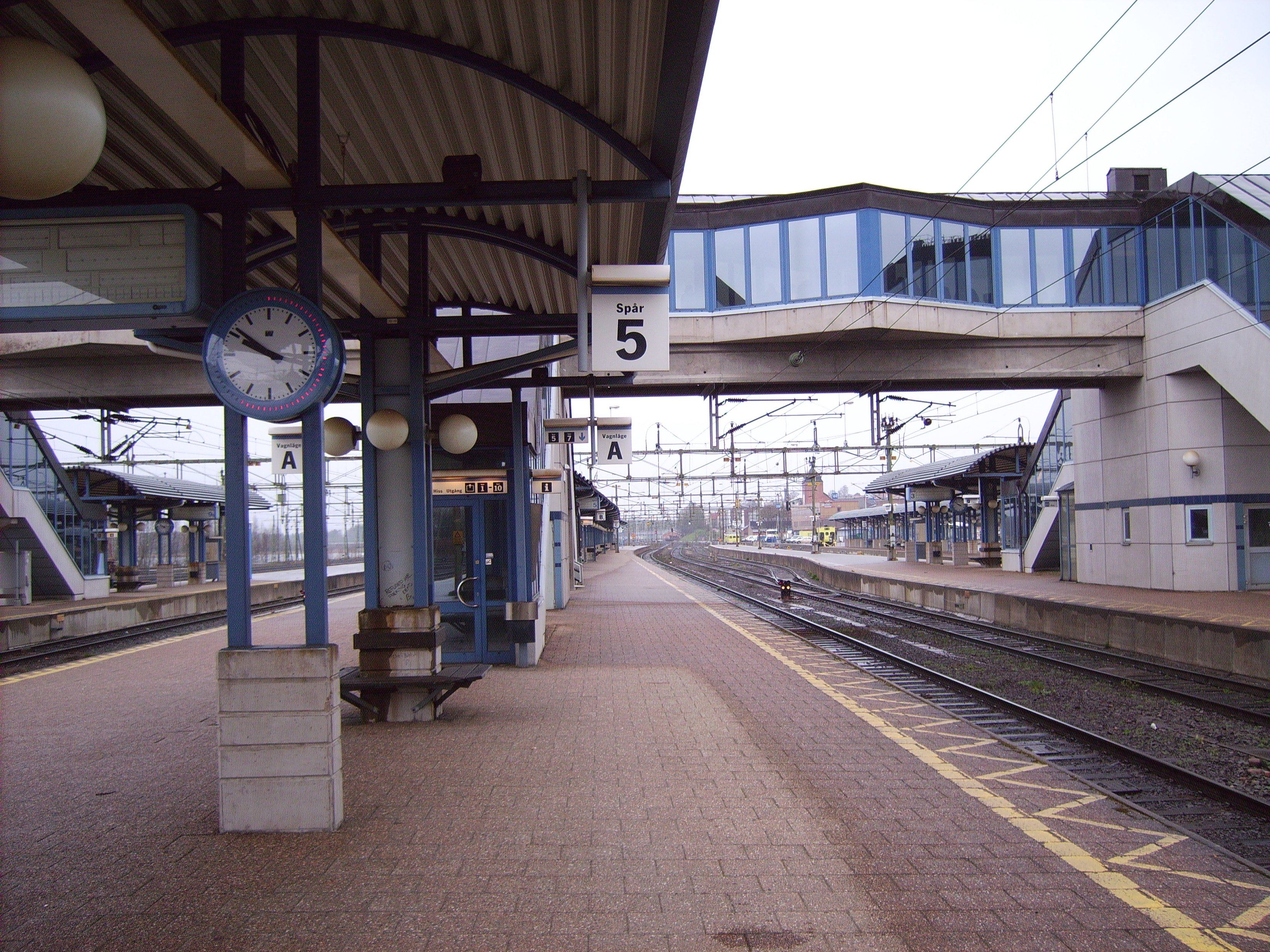
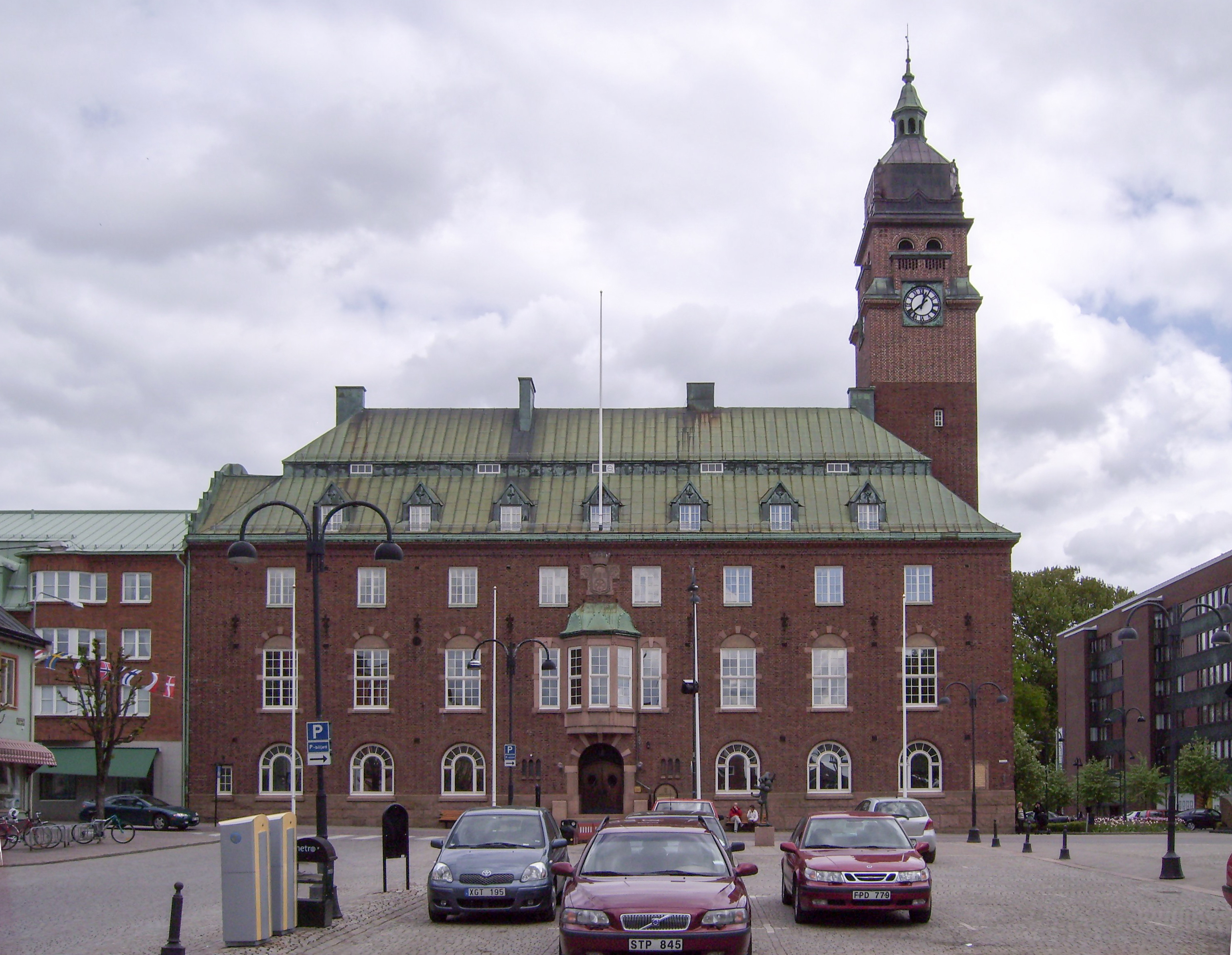
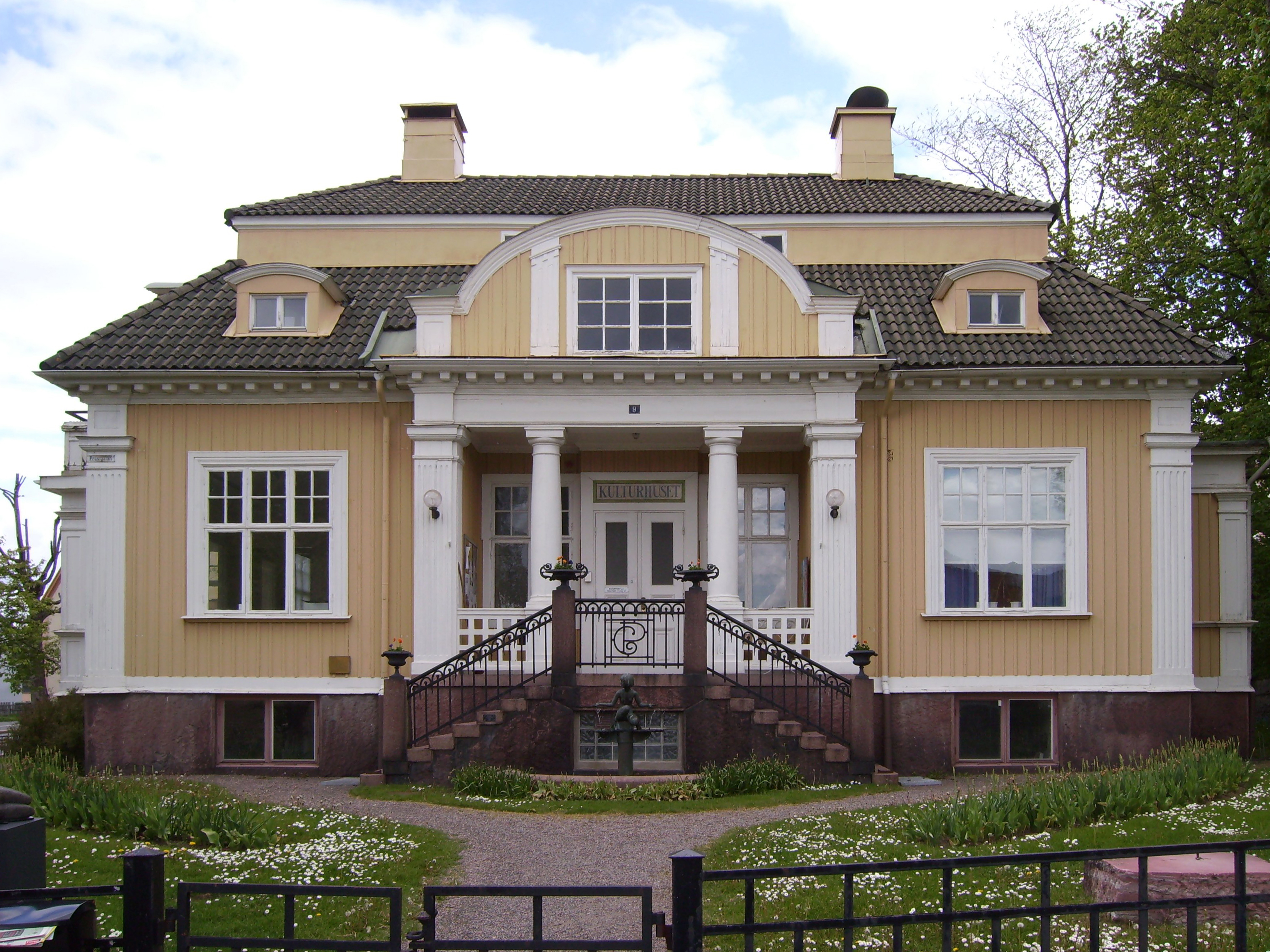
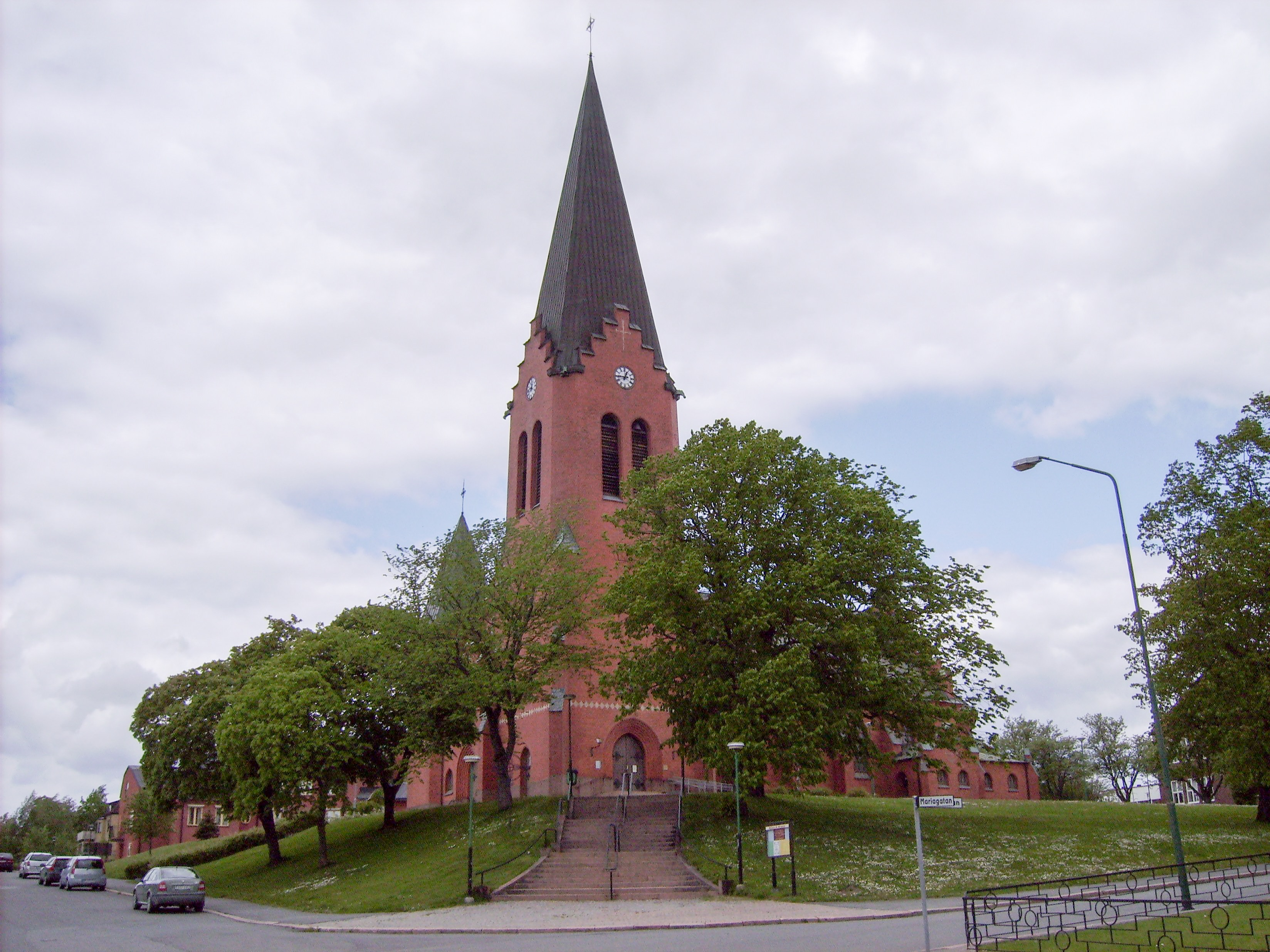
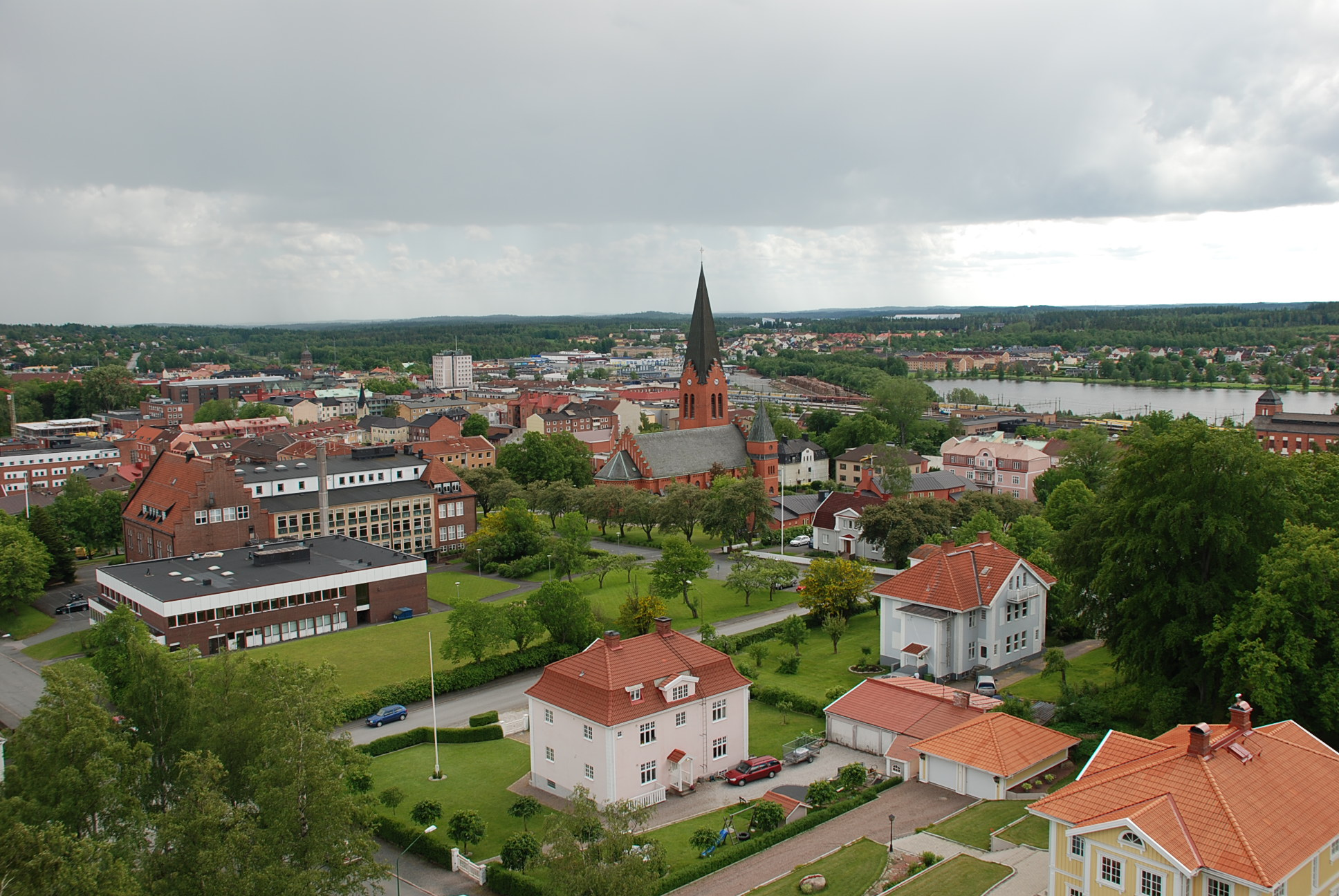